# Morgantina

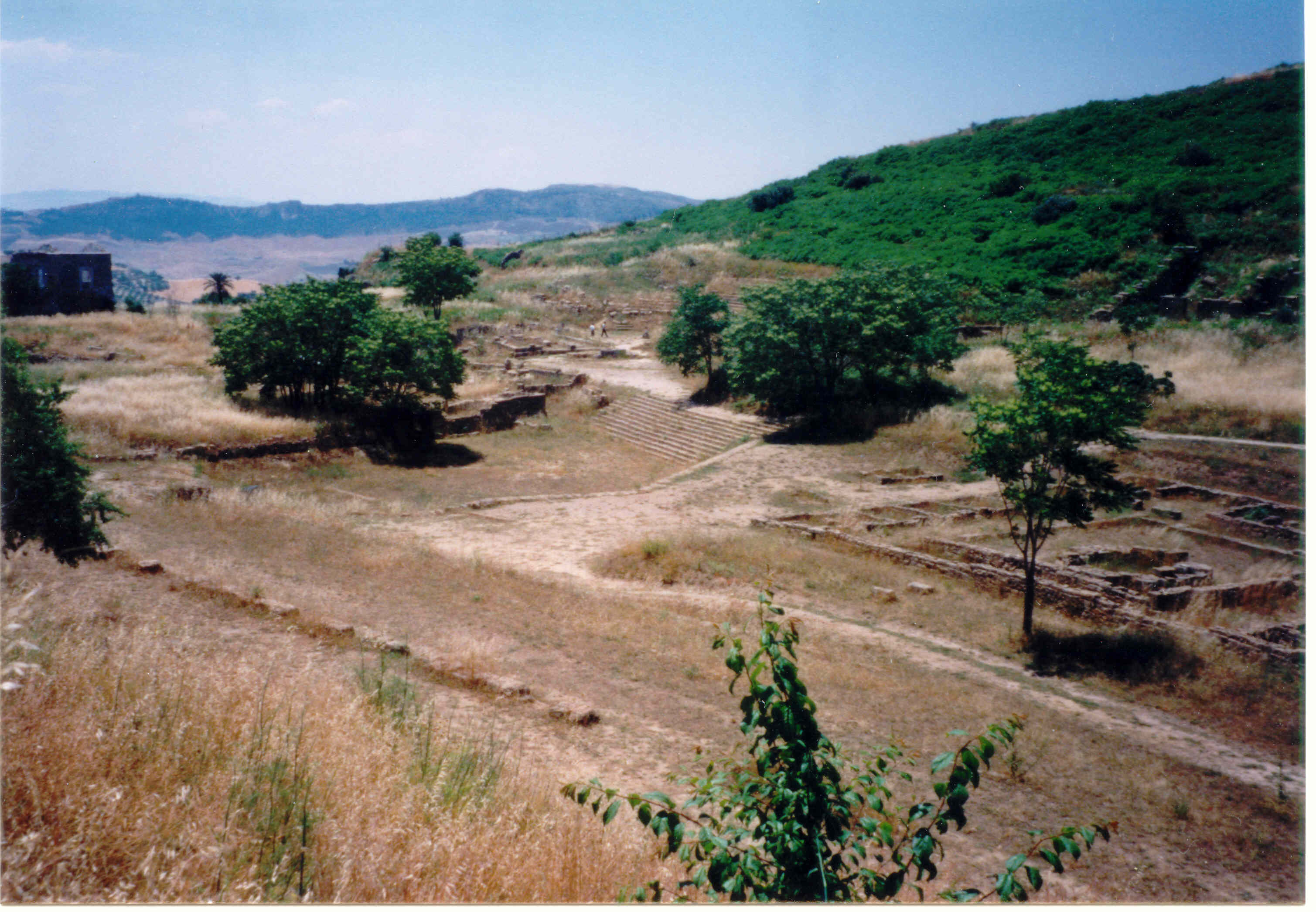
Ausgrabungsstätte

Morgantina ist eine antike Stadt in Sizilien auf dem Gebiet der Gemeinde Aidone im Freien Gemeindekonsortium Enna. Sie war von der vorgeschichtlichen bis zur römischen Zeit ein wichtiger Ort auf Sizilien.

## Lage und Ausgrabungen

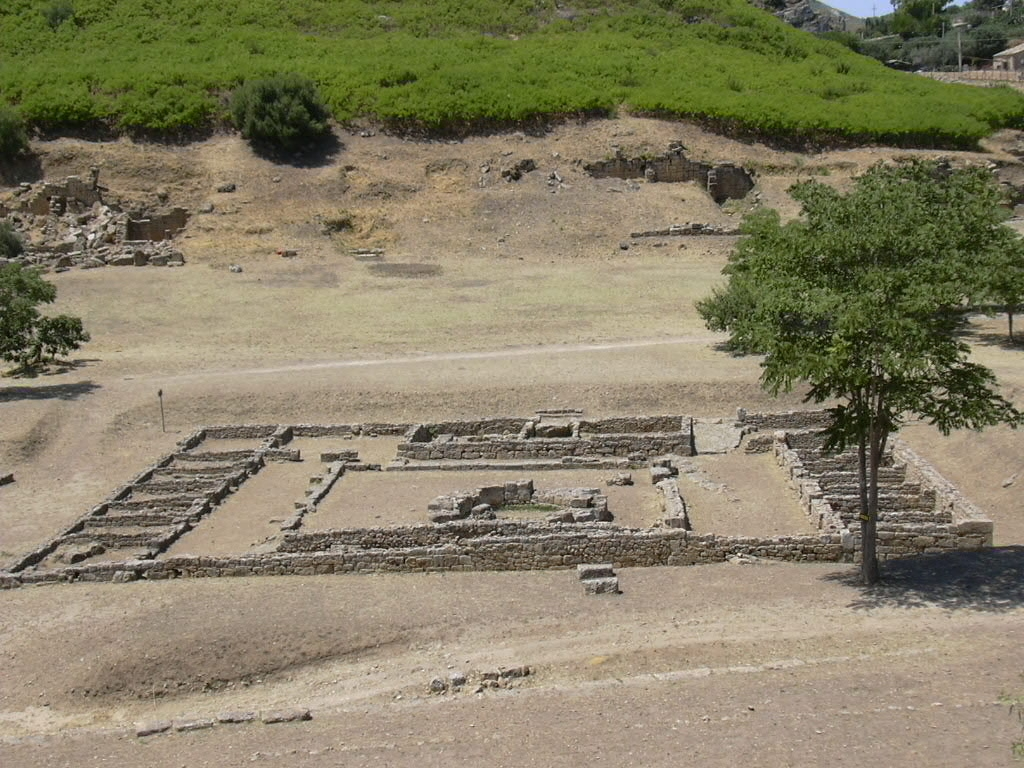
Das Macellum

Die Ausgrabungsstätten liegen auf dem Gebiet der Gemeinde Aidone, 5 km östlich des Ortskerns und etwa 35 km südöstlich von Enna. Die Stadt war somit gut von Syrakus, Gela, Enna und Catania aus erreichbar. Piazza Armerina liegt 15 km südwestlich von Morgantina entfernt. Die antike Stadt liegt in den Monti Erei auf einer etwa drei Kilometer langen, von Hügeln durchsetzten Hochfläche, deren höchste Erhebung der Zitadellenhügel mit der Akropolis ist.
Die Ausgrabungen werden von einem amerikanischen Team der Universität Princeton betrieben. Die Ausgrabungen begannen 1955 und dauern bis heute an.
Einer der wichtigsten Morgantina zugeordneten Funde ist die Statue der Aphrodite von Morgantina. Sie war bis 2010 im J. Paul Getty Museum ausgestellt und kehrte dann nach Italien zurück. Sie ist heute im Regionalmuseum vor Ort ausgestellt.

## Geschichte
Die ältesten Siedlungsspuren in der Umgebung stammen aus der Altsteinzeit, die frühesten Funde auf dem Gebiet Morgantinas selbst möglicherweise aus der Jungsteinzeit. Gesichert ist einem Besiedlung seit der frühen Bronzezeit (Castelluccio-Kultur), ab dem 3. Jahrtausend v. Chr. Um 1100 v. Chr. wanderte neue Bevölkerung zu, bei denen es sich vermutlich um die Sikeler antiker Quellen handelte, die wahrscheinlich um die Mitte des 13. Jahrhunderts v. Chr. von Italien aus in den Nordosten Siziliens einwanderten und sich in den folgenden Jahrhunderten immer weiter nach Westen ausbreiteten. Funde jener Zeit, der späten Bronzezeit Siziliens zeigen, wie auch einige Fundorte im Nordosten Siziliens, starke Parallelen zur Ausonischen Kultur der Liparischen Inseln. Im 6. Jahrhundert v. Chr. siedelten sich auf dem Zitadellenhügel Griechen an, die mit den Einheimischen friedlich zusammenlebten. 459 v. Chr. wurde Morgantina vom Sikulerkönig Duketios erobert (Diodor 11, 78, 5), der die griechische Siedlung zerstörte. Duketios wird die rechtwinklige Anlage der Stadt zugeschrieben. Um 450 v. Chr. wurde die Stadt von Akragas und Syrakus erobert und ging danach in den Besitz von Syrakus über. Dieses trat Morgantina im Jahr 424 v. Chr. auf dem Kongress von Gela an Kamarina ab (Thukydides 4, 65, 1). 396 v. Chr. eroberte Dionysios von Syrakus die Stadt. Die Stadt erfuhr einen Aufschwung zur Zeit des Timoleon, wie es auch archäologische Funde belegen. Ihre größte Blütezeit hatte Morgantina jedoch in der Zeit des Agathokles und Hieron II. Im 2. Punischen Krieg eroberten die Römer Morgantina. Sie überließen die Stadt 212 v. Chr. ihren hispanischen Hilfstruppen als Lohn für treue Dienste.

## Aufbau
Morgantina zerfällt in zwei Bezirke. Die Anlage im Osten wird Zitadelle genannt, die Anlage im Westen liegt auf dem Hügel Serra Orlando.

### Die Zitadelle
In diesem Ortsteil lag die Wohnstadt von Morgantina. Hier wurden verschiedene Wohnräume und öffentliche Gebäude ausgegraben. Hier wurde auch eine Nekropole, die vom 8. bis zum 5. Jahrhundert v. Chr. genutzt wurde, entdeckt.

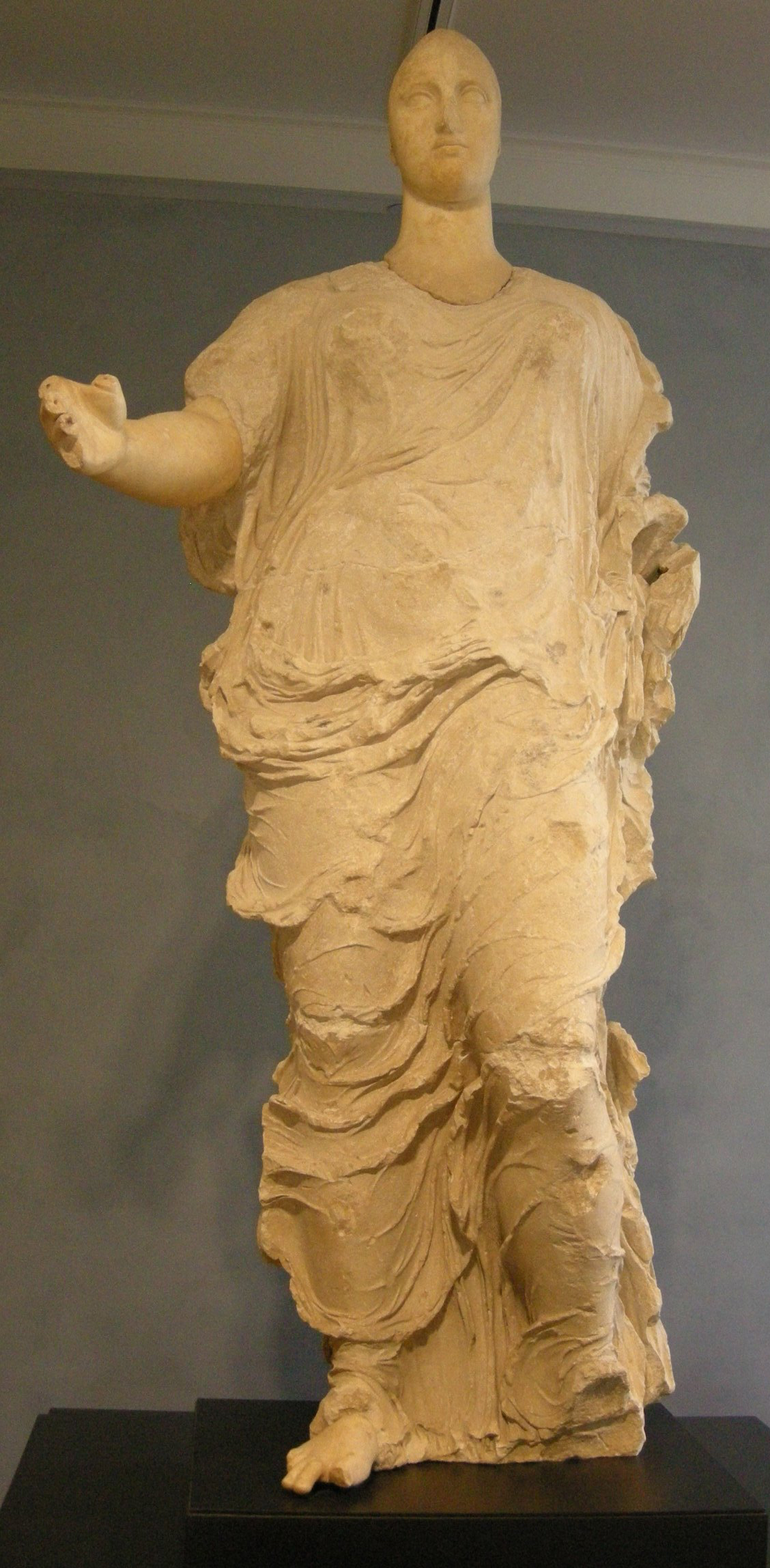
Dea di Morgantina

## Archäologisches Regionalmuseum
In Aidone befindet sich das Archäologische Regionalmuseum, in dem die Funde der Ausgrabungen ausgestellt sind. Seit wenigen Jahren beherbergt es auch wieder die berühmte Aphrodite von Morgantina, La dea di Morgantina.